# Trickompany Filmproduktion
Die Trickompany Filmproduktion GmbH war ein Hamburger Zeichentrickproduktionsunternehmen.
Das Unternehmen wurde 1985 von Michael Schaack gegründet.
In den 1980er-Jahren produzierte es Werbespots und Kurzfilme für die Fernsehsendungen Löwenzahn, Sandmännchen (1987), Sesamstraße sowie Die Sendung mit der Maus.
Nach einigen Eigenentwicklungen, beispielsweise den Fernsehserien Loggerheads oder Nick & Perry, gelang der Trickompany mit den Werner-Filmen und dem kleinen Arschloch der Durchbruch auf dem nationalen und internationalen Markt. Sie war eines der erfolgreichsten Zeichentrickstudios in Deutschland und einer der wichtigsten Animationsproduzenten Europas.
Anfang Dezember 2010 meldete das Unternehmen Insolvenz an.

## Produktionen

### Filme
- 1990: Werner – Beinhart!, zusammen mit Hahn Filmproduktion, mit der Goldenen Leinwand ausgezeichnet
- 1992: Der kleene Punker, zusammen mit Hahn Filmproduktion
- 1994: Felidae
- 1996: Werner – Das muß kesseln!!!, mit der Goldenen Leinwand ausgezeichnet
- 1997: Kleines Arschloch, mit der Goldenen Leinwand ausgezeichnet
- 1997: Pippi Langstrumpf
- 1999: Käpt’n Blaubär – Der Film, mit dem Bundesfilmpreis in Gold ausgezeichnet
- 1999: Pippi Langstrumpf in der Südsee
- 2001: Kommando Störtebeker
- 2002: Momo
- 2003: Werner – Gekotzt wird später!
- 2004: Derrick – Die Pflicht ruft!
- 2004: Dieter – Der Film
- 2006: Das kleine Arschloch und der alte Sack – Sterben ist Scheiße
- 2007: Das doppelte Lottchen
- 2010: Werner – Eiskalt!

### Serien
- 1993: Die Ottifanten
- 1997: Loggerheads
- 1997: Pippi Langstrumpf
- 1999: Max und Moritz
- 2000: Piratenfamilie
- 2000: Norman Normal
- 2000: Junior TV
- 2001: Nick & Perry
- 2002: Momo
- 2002: Karlsson vom Dach
- 2002: Tosh
- 2003: TKKG
- 2008: Cosmic Quantum Ray
- 2009: Chloe’s Closet
- 2009: Zoes Zauberschrank
- 2009: Chi-Rho – Das Geheimnis
- 2009: KaraOK

### Kurzfilme
- 1987: für die ARD-Sendung Sandmännchen
- 1987: für Spaß am Dienstag
- 1990: für Moskito
- 1990: für die Sesamstraße
- 1997: Das Pflaumenhuhn